# Zvonimir Mihanović
Zvonimir Mihanović (Donje Sitno, 12. kolovoza 1946.), hrvatski slikar i grafičar, autor hiperrealističkih prikaza dalmatinske obale, brodova, priobalnih krajolika i jadranske pučine.
Rođen je u Donjem Sitnom 1946. Srednjoškolsko obrazovanje završava u Splitu. Studirao je na Akademiji likovnih umjetnosti u Zagrebu i Akademiji lijepih umjetnosti Brera u Milanu. God. 1971. upisuje Školu lijepih umjetnosti (fr. École des Beaux-Arts) u Parizu, na kojoj je diplomirao 1976.
Za velikosrpske agresije na Hrvatsku priključio se Satniji hrvatskih umjetnika.
Predsjednik Franjo Tuđman odlikovao ga je 1996. Redom Danice hrvatske s likom Marka Marulića za osobite zasluge u kulturi.
Izlagati je počeo na Salonu mladih umjetnika u Splitu 1962. Izlagao je u hrvatskom paviljonu u Atlanti 1966., Salonu francuskih umjetnika Društva francuskih umjetnika u Parizu 1973., Jesenskom salonu u Parizu 1978. na kojemu je dobitnik nagrade za najboljega mladoga umjetnika (za sliku Tišina), u više navrata u Findlayevoj galeriji u New Yorku (1980., 1986., 1989., 2021.), u Forbesovim galerijama u New Yorku 2012. i drugdje.
Djelo Sam (Alone, 1986.) dio je stalnoga postava Hunterova muzeja američke umjetnosti u Chattanoogi, u Tennesseeju.